# Koenigsegg Gemera
La Koenigsegg Gemera è un'auto realizzata in serie limitata dal costruttore automotive svedese Koenigsegg, di cui è prevista una produzione complessiva di 300 esemplari. È stata presentata il 3 marzo 2020 durante una trasmissione online via streaming organizzata dallo stesso Christian von Koenigsegg, fondatore dell'omonima casa automobilistica.

## Nome e concetto
La Gemera è un'auto Gran Turismo e ibrida plug-in, dotata di posti a sedere per ospitare quattro adulti – la prima a quattro posti costruita da Koenigsegg – con uno spazio sufficiente per il loro bagaglio a mano, grazie ai due bagagliai (uno posizionato nella parte frontale della carrozzeria e l'altro in quella posteriore). L'idea dietro il nome di Gemera è una combinazione delle due parole svedesi "ge" (dare) e "mera" (altro), quindi ge-mera significa "dare di più".
Anche in questo caso, come era successo per la Regera, la potenza complessiva combinata dell'auto è superiore a 1 MW, e, in più, è una Gran Turismo, quindi Christian von Koenigsegg, all'atto della presentazione, ha definito l'auto come una "Mega-GT".

## Tecnica

### Motore a combustione interna, sistema di sovralimentazione e impianto di scarico
La Gemera è  la prima Koenigsegg a essere alimentata da un motore compatto, che può funzionare con biocombustibili. Il motore termico è un 3 cilindri di 2,0 litri di cilindrata, 4 valvole per cilindro, dotato di due turbocompressori, con lubrificazione a carter secco e capace di erogare circa 600 CV (441 kW) di potenza a 7.500 giri al minuto (con linea rossa posta a quota 8.500) e 600 N⋅m di coppia massima, distribuita lungo un arco di giri che va dai 2.000 ai 7.000 giri al minuto. La pressione di sovralimentazione massima è di 2 Bar.
A questo propulsore termico è stato dato il nome Tiny Friendly Giant (TFG, traducibile con Piccolo Gigante Amichevole), poiché è in grado di erogare potenza e coppia molto elevate, a dispetto della piccola cilindrata. Il motore è leggero, in quanto pesa solo 70 kg. All'interno del telaio, il propulsore è disposto longitudinalmente e in posizione centrale-posteriore, subito dietro l'abitacolo; è dotato di alimentazione a iniezione diretta di benzina, presenta un rapporto di compressione di 9,5:1 ed è dotato di un innovativo e sofisticato sistema di azionamento e controllo delle valvole di aspirazione e scarico, il sistema Freevalve, che non presenta alberi a camme, ma consente il movimento delle valvole grazie a una combinazione di attuatori – oleopneumatici, idraulici ed elettromagnetici (a solenoide) – insieme con un set di sensori di posizione molto precisi e pompe che pressurizzano olio e aria nel sistema di distribuzione, il tutto pilotato da un'elettronica di controllo avanzata, in grado di gestire le fasi di alzata, durata e incrocio delle valvole, sia all'aspirazione che allo scarico; questo sistema è, di fatto, il primo sistema "camless" a essere venduto sul mercato, rappresentando perciò un primato per la casa produttrice. Il sistema Freevalve consente una flessibilità di funzionamento che non ha riscontro oggi fra i motori termici, dato che permette una fasatura continuamente variabile, attuabile in modo individuale (cioè per ogni singola valvola) e che cambia a seconda delle condizioni di guida e delle esigenze del pilota, tutti elementi che, inoltre, rendono inutile la presenza di un corpo farfallato (che, infatti, non è presente).
Il motore presenta anche la disattivazione selettiva dei cilindri in condizioni di funzionamento a basso carico – coadiuvata dal sistema Freevalve – che permette al 3 cilindri di essere più efficiente del 20 % in termini di consumo di carburante rispetto a un tipico motore a 4 cilindri della medesima cilindrata. L'autonomia col solo motore a combustione interna è di 950 km (621 miglia), con un serbatoio carburante di 115 litri di capacità, a cui si aggiungono 50 km (31 miglia) in elettrico. La libertà garantita dal sistema Freevalve permette al motore di funzionare con svariati tipi di ciclo termodinamico, tra cui il ciclo Miller (una variante del ciclo Atkinson), e di poter utilizzare diversi tipi di combustibile, includendo benzina, etanolo, metanolo neutro rispetto alla CO2 (un combustibile ricavato dai fumi di vulcano, denominato Vulcanol) e altri biocombustibili (per esempio l'E85). Inoltre, sempre tramite Freevalve, è possibile creare effetti di turbolenza nel cilindro di tipo Tumble e Swirl – per quanto concerne l'aria in aspirazione miscelata con il combustibile – in modo da ottimizzare, dal punto di vista termodinamico e fluidodinamico,  la combustione e l'efficienza del motore.
Il sistema di scarico in titanio è stato progettato, ingegnerizzato e prodotto dalla ditta Akrapovič, su precise specifiche dello stesso Christian von Koenigsegg, in modo che il motore produca un suono unico, potente e inconfondibile. È interessante notare che questo motore tricilindrico non presenta 3 condotti di uscita nel collettore di scarico, bensì 6, cioè un condotto per ogni valvola di scarico, fatto che gli conferisce un rombo profondo e simile a quello di un motore a 6 cilindri. Per ogni cilindro, una valvola di scarico è connessa (mediante tubazione del collettore di scarico) all'ingresso nella turbina di uno dei due turbocompressori, mentre l'altra valvola è connessa all'ingresso della turbina dell'altro turbo. È presente anche una valvola a farfalla nel condotto di mandata di uno dei due compressori dei turbo. A basso carico e basso regime, solo una singola valvola di scarico è aperta per ogni singolo cilindro, quella che afferisce a uno solo dei due turbocompressori – mentre la valvola di mandata di cui sopra rimane chiusa – cosa che fa sì che il motore funzioni in configurazione single-turbo in tali condizioni; salendo col carico motore e col regime, grazie al sistema Freevalve, si apre anche l'altra valvola di scarico (per ogni singolo cilindro), quella collegata all'altro turbo – e la valvola di mandata succitata si apre – cosa che permette al secondo turbo di entrare in funzione, con il motore che ora funziona effettivamente in configurazione twin-turbo.

### Propulsione elettrica, sistema di trasmissione, sterzo e batterie
Sono presenti anche tre potenti motori elettrici: i primi due E-motor sono collegati alle ruote posteriori, forniscono trazione al retrotreno ed erogano 500 CV di potenza e 1000 N⋅m di coppia ciascuno; il terzo E-motor è calettato direttamente sull'estremità in uscita dell'albero motore del 3 cilindri ed è capace di erogare 400 CV di potenza e 500 N⋅m di coppia . Complessivamente, la potenza elettrica combinata dei tre E-motor è inferiore alla somma delle potenze massime di picco, poiché essi vengono fatti funzionare a regimi diversi da quello di potenza massima e, inoltre, la loro potenza viene limitata dall'elettronica e dal limite massimo di potenza di scarica della batteria di bordo, giungendo comunque a un totale di oltre 800 kW (1088 CV) elettrici. La trazione all'avantreno è garantita da un albero di trasferimento della coppia (contenuto in un tubo in fibra di carbonio) che va dal terzo motore elettrico fino al convertitore di coppia HydraCoup, posto vicino alle ruote anteriori e connesso a un semplice differenziale (del tipo ring and pinion). Tale differenziale, poi, è collegato ai semiassi anteriori di trazione mediante delle frizioni multi-disco in bagno d'olio – una per ogni semiasse – col fine di ripartire la potenza tra le due ruote anteriori; eventualmente, ciascun semiasse può essere completamente bloccato e/o disconnesso dalla relativa ruota anteriore, realizzando così la funzione di differenziale autobloccante e/o la funzione di torque vectoring sull'assale anteriore. Tale funzione di torque vectoring viene integrata e completata sull'assale posteriore, utilizzando i due E-motor posteriori – anch'essi connessi ai semiassi posteriori di trazione mediante delle frizioni in bagno d'olio – i quali, anche qui, possono essere disconnessi completamente dalle ruote posteriori. Notare che, con questo schema di trazione, a velocità costante in autostrada, l'auto può funzionare come una vettura a trazione anteriore pura, per ottenere un'efficienza di marcia ottimale e bassi consumi.
L'auto non ha un vero cambio di velocità, ma presenta il sistema di trasmissione a marcia singola con variazione continua Koenigsegg Direct Drive System, realizzato con un convertitore di coppia controllato elettronicamente. Questo sistema di trasmissione, analogamente a quanto succede con la Regera, è in grado di far partire l'auto da ferma e portarla, all'occorrenza, fino alla massima velocità. Grazie all'effetto di moltiplicazione di coppia del sistema HydraCoup, il gruppo motopropulsore, in modalità ibrida, è in grado di erogare fino a 3.500 N⋅m di coppia massima combinata ed una potenza di picco combinata di oltre 1.700 CV (1,27 MW dichiarati dal costruttore); tra i dati di prestazione, il costruttore dichiara anche che la coppia massima alla ruota ammonta a un valore di 11.000 N⋅m, in condizioni di funzionamento a pieno carico del powertrain, quando il motore termico ruota a 4.000 giri al minuto.
Quest'auto è il primo modello a trazione integrale prodotto da Koenigsegg, con un controllo preciso della coppia erogata a ogni ruota, Torque Vectoring e sistema di sterzatura integrale, in cui anche le ruote posteriori sono in grado di sterzare (sterzatura in controfase con le ruote anteriori, a velocità ridotta e in manovra, per aumentare la maneggevolezza e, in tali condizioni, ridurre il raggio di sterzata; sterzatura in fase, a velocità elevate, per aumentare stabilità ed handling in queste situazioni).
Il pacco batterie, posto all'interno di un involucro realizzato in fibra mista carbonio-aramide, è montato nella parte più protetta e più bassa del pianale dell'auto – sotto il sedile anteriore e ai lati del tunnel di trasmissione in carbonio, con una posizione tale da garantire anche un'ottimale distribuzione dei pesi – ha una capacità di accumulazione energetica di 16 kWh, è raffreddato a liquido, funziona con una tensione di 800 Volt e garantisce un'autonomia dichiarata di 50 km (31 miglia); mentre in modalità ibrida, l'autonomia complessiva aumenta fino a 1000 km (652 miglia). La batteria può essere ricaricata mediante frenata rigenerativa, usando il motore termico TFG, oppure utilizzando la funzione plug-in (connettendo l'auto con un punto di ricarica elettrico, pubblico o privato, mediante l'uso di apposita spina e cavo di connessione).

### Telaio e altre caratteristiche
In linea con altri modelli Koenigsegg, il telaio è una monoscocca in fibra di carbonio con l'aggiunta di sottostrutture in alluminio. L'auto è dotata di altezza di marcia regolabile elettronicamente.
La principale caratteristica del design della Gemera è la mancanza di un montante centrale, fatto che ha comportato l'adozione di due grandi e lunghe porte diedrali, che si aprono in avanti e in alto, per consentire un accesso più agevole all'abitacolo a quattro posti. I sedili, riscaldabili e ventilati, sono ampiamente imbottiti di pelle di alta qualità e di schiuma a memoria di forma, col fine di aumentare il comfort dei passeggeri. Gran parte dell'abitacolo è rivestito in pelle e materiali di qualità.
L'abitacolo comprende, inoltre, un totale di 8 portabicchieri (uno caldo e uno freddo, con temperature regolabili, per ogni passeggero), diversi sistemi di assistenza alla guida del tipo ADAS 2.5 – ADAS è un acronimo inglese che sta per Advanced Driver-Assistance Systems – un totale di 4 schermi touchscreen (due schermi centrali da 13 pollici e due schermi aggiuntivi, più piccoli, per le telecamere laterali e posteriori), un sistema di infotainment sia per la parte anteriore che per i passeggeri posteriori – con Apple CarPlay e connessione Wi-Fi – una coppia di caricabatterie wireless a induzione per smartphone (uno anteriore e uno posteriore), un climatizzatore a 3 zone, sedili regolabili elettricamente e un sistema audio premium con 11 altoparlanti.
Si noti la mancanza dei classici specchietti retrovisori esterni, qui sostituiti da retrocamere racchiuse in involucri di forma aerodinamicamente studiata.
Per quanto concerne le prestazioni, la Gemera ha una velocità massima dichiarata di 400 km/h (249 mph) e accelera da 0–100 km/h (62 mph) in soli 1,9 secondi. È interessante notare che, in modalità completamente elettrica, l'auto può raggiungere una velocità massima di oltre 300 km/h (186 mph).